# Enrico du Chêne de Vère
Enrico du Chêne de Vère (Brescia, 8 febbraio 1888 – 10 agosto 1976) è stato un calciatore italiano, di ruolo centrocampista.

## Carriera
Figlio dell'imprenditore francese della pubblicità autofilotranviaria Fernando du Chêne de Vère, ha giocato con l'Ausonia e l'Inter. Con i nerazzurri, di cui è stato uno dei primi soci, ha disputato una sola stagione, nel 1909, scendendo in campo contro il Milan (2-3) e la Milanese (0-2). Lasciò la squadra subito dopo.